# Ernst Gefferie
Ernst Gefferie (ook Geffery) (Coronie, 10 april 1942) is een Surinaams ex-militair. Wegens zijn betrokkenheid bij de Decembermoorden werd hij in 2019 tot vijftien jaar gevangenisstraf veroordeeld.
Gefferie was een van de zestien militairen die op 25 februari 1980 de door sergeant-majoor Desi Bouterse geleide staatsgreep uitvoerde, de zogenoemde Sergeantencoup. Hij was destijds 37 jaar, en maakte met mede-coupplegers Benny Brondenstein en Roy Tolud deel uit van een eenheid van 10 man aan boord van het marineschip S 204 op de Surinamerivier. Op 8 december 1982 zou Gefferie aanwezig zijn geweest in  Fort Zeelandia. 

## Decembermoorden-proces
Gefferie was verdachte in het proces over de Decembermoorden dat op 30 november 2007 begon. Hij ontkende in Fort Zeelandia te zijn geweest toen daar vijftien mensen werden doodgeschoten. Getuigen zeiden echter hem in het fort te hebben gezien. In 2017 werd twintig jaar gevangenisstraf tegen hem geëist, de maximumstraf voor moord.

Op 30 april 2018 vroeg advocaat Irwin Kanhai vrijspraak voor Gefferie, en mede-verdachten Steven Dendoe en Iwan Dijksteel.
Gefferie werd op 29 november 2019 door de Surinaamse krijgsraad tot vijftien jaar gevangenisstraf veroordeeld. Het vonnis werd op 20 december 2023 tijdens het hoger beroep bevestigd. Op 29 oktober werd hij door waarnemend president Ronnie Brunswijk in de ziekenboeg bezocht, waar hij met de twee mede-veroordeelden Steven Dendoe en Benny Brondenstein verblijft.